# Nenad Beđik
Nenad Beđik –en serbio, Ненад Беђик– (Subotica, Yugoslavia, 14 de abril de 1989) es un deportista serbio que compitió en remo.
Ganó una medalla de bronce en el Campeonato Mundial de Remo de 2015 y cuatro medallas en el Campeonato Europeo de Remo entre los años 2012 y 2017.

## Palmarés internacional
| Campeonato Mundial | Campeonato Mundial       | Campeonato Mundial | Campeonato Mundial |
| Año                | Lugar                    | Medalla            | Prueba             |
| ------------------ | ------------------------ | ------------------ | ------------------ |
| 2015               | Aiguebelette (Francia)   | Medalla de bronce  | Dos sin timonel    |
| Campeonato Europeo |                          |                    |                    |
| Año                | Lugar                    | Medalla            | Prueba             |
| 2012               | Varese (Italia)          | Medalla de bronce  | Dos sin timonel    |
| 2013               | Sevilla (España)         | Medalla de oro     | Dos sin timonel    |
| 2015               | Poznań (Polonia)         | Medalla de bronce  | Dos sin timonel    |
| 2017               | Račice (República Checa) | Medalla de bronce  | Dos sin timonel    |